# شرف الدين محمدوف
شرف الدين محمدوفيتش محمدوف (بالروسية: Шарабутдин Магомедович Магомедов؛ مواليد 16 مايو 1994) هو مُقاتل فنون قتالية مختلطة وملاكم موياي تاي روسي. يُنافس حاليا في فئة الوزن المتوسط في يو إف سي. اعتبارًا من 28 أكتوبر 2024، احتل المركز 14 في تصنيفات يو إف سي للوزن المتوسط.

## الخلفية
ولد شرف الدين محمدوف في داغستان، روسيا، عام 1994. كانت كرة القدم أول رياضة يمارسها على الإطلاق، لكنه طُرد في النهاية من فريقه بعد مشاجرة. هذا دفعه إلى المغامرة في فنون الدفاع عن النفس.
بدأ محمدوف مسيرته الرياضية القتالية بالملاكمة، حيث حقق نجاحًا كبيرًا. بعد انتقاله إلى موسكو، انتقل إلى رياضة الموياي تاي، حيث ازدهر وفاز بالبطولة الروسية.
تعرض لإصابة في عينه اليمنى عام 2016، وبسبب نقص الرعاية تفاقمت الحالة وتطلبت إجراء ثماني عمليات جراحية على مدار عام ونصف تقريبًا.

### هجوم مركز التسوق
كان محمدوف متورطًا في اعتداء في مركز تسوق في 15 مارس 2022 في داغستان. أهان محمدوف لفظيًا رجل وامرأة يتبادلان القبلات أمامه على سلم كهربائي، وبعد ذلك لكم الرجل محمدوف في وجهه. فصل المارة بينهما، وخرج محمدوف إلى المخرج. بعد لحظات، أظهرت لقطات الكاميرا محمدوف وهو ينتظر الرجل عند المخرج، حيث لكمه وداس على رأسه. لا تزال المحاكم تقرر التهم الجنائية. في ظل هذه الظروف، انتهى الأمر بتأجيل عقده مع يو إف سي.

## مسيرته فنون القتال المختلطة

### مسيرته المبكرة
على الرغم من نجاحه، إلا أن أجره المنخفض وديونه المتزايدة جعلت من الصعب عليه العثور على مرافق للتدريب، مما دفعه إلى الانتقال للفنون القتالية المختلطة.
نافس في منظمات آسيوية مثل «تشين وو مين» و«بطولة الملك القتالية» (كلاهما من الصين)، وحقق سجل قدره 11-0 قبل ظهوره لأول مرة في يو إف سي.

### يو إف سي
ظهر محمدوف لأول مرة في يو إف سي ضد برونو سيلفا، في 21 أكتوبر 2023، في حدث يو إف سي 294. وفاز بالقتال بقرار الحكام بالإجماع.
كان من المقرر أن يواجه محمدوف إيهور بوتيريا في 22 يونيو 2024، في حدث يو إف سي على إيه بي سي 6. ومع ذلك، تم سحب بوتيريا لمواجهة ميشيل بيريرا في حدث يو إف سي 301. ثم تمت إعادة جدولة نزال محمدوف ليواجه الوافد الجديد للمنظمة جويلتون لوترباخ في يو إف سي على إيه بي سي 6. بدوره، انسحب لوترباخ من النزال بسبب نتيجة اختباره الإيجابية لمادة محظورة وحل محله أنطونيو تروكولي. فاز بالقتال عن طريق الضربة القاضية في الجولة الثالثة. أكسبه هذا النزال مكافأة أداء الليلة.
واجه محمدوف ميشال أوليكسيجوك في 3 أغسطس 2024 في حدث يو إف سي على إيه بي سي 7. فاز بالقتال بقرار الحكام بالإجماعي. نال عن هذه النزال مكافأة قتال الليلة.
من المقرر أن يواجه محمدوف أأرمين بتروسيان في 26 أكتوبر 2024 في حدث يو إف سي 308.
واجه محمدوف أرمين بتروسيان في 26 أكتوبر 2024 في حدث يو إف سي 308. وفاز بالقتال عن طريق الضربة القاضية في نهاية الجولة الثانية. وقد نال عن هذا النزال مكافأة أداء الليلة مرة أخرى.
واجه محمدوف مايكل بيج في 1 فبراير 2025 في يو إف سي ليلة القتال 250. خسر القتال بقرار القضاة بالإجماع مما أدى إلى خسارته الأولى في فنون القتال المختلطة.

## البطولات والإنجازات
- أرينا غلوبل
  - بطولة إيه جي لوزن خفيف الثقيل (مرة واحدة)

### فنون القتال المختلطة
- يو إف سي
  - قتال الليلة (مرة واحدة) ضد ميشال أوليكسيجوك[20]
  - أداء الليلة (مرتين) ضد أنطونيو تروكولي، وأرمين بتروسيان[17][23]

### موياي تاي
- بطل روسيا في رياضة الموياي تاي.[26]

### الملاكمة البورمية
- بطل أوراسيا[26]

## سجل فنون القتال المختلطة
| السجل المهني |        |         |
| 16 نزال      | 15 فوز | 1 خسارة |
| ضربة قاضية   | 12     | 0       |
| قرار القضاة  | 3      | 1       |

| النتيجة | السجل | الخصم               | الطريقة                            | الحدث                                         | التاريخ        | الجولة | الوقت | المكان                            | الملاحظات                                                                       |
| ------- | ----- | ------------------- | ---------------------------------- | --------------------------------------------- | -------------- | ------ | ----- | --------------------------------- | ------------------------------------------------------------------------------- |
| خسر     | 15–1  | مايكل بيج           | قرار القضاة (بالإجماع)             | يو إف سي ليلة القتال: أديسانيا ضد إيمافوف     | 1 فبراير 2025  | 3      | 5:00  | الرياض، السعودية                  |                                                                                 |
| فاز     | 15–0  | أرمين بتروسيان      | ضربة قاضية (ضربة خلفية دوارة)      | يو إف سي 308                                  | 26 أكتوبر 2024 | 2      | 4:52  | أبو ظبي، الإمارات العربية المتحدة | أداء الليلة.                                                                    |
| فاز     | 14–0  | ميشال أوليكسيجوك    | قرار الحكام (بالإجماع)             | يو إف سي على إيه بي سي: ساندهاغن ضد نورمحمدوف | 3 أغسطس 2024   | 3      | 5:00  | أبو ظبي، الإمارات العربية المتحدة | قتال الليلة.                                                                    |
| فاز     | 13–0  | أنطونيو تروكولي     | ضربة فنية قاضية (بالركبة واللكمات) | يو إف سي على إيه بي سي: ويتيكر ضد أليسكروف    | 22 يونيو 2024  | 3      | 2:27  | الرياض، السعودية                  | أداء الليلة.                                                                    |
| فاز     | 12–0  | برونو سيلفا         | قرار الحكام (بالإجماع)             | يو إف سي 294                                  | 21 أكتوبر 2023 | 3      | 5:00  | أبو ظبي، الإمارات العربية المتحدة |                                                                                 |
| فاز     | 11–0  | كوشال فياس          | ضربة قاضية (بالركبة واللكمات)      | بطولة تايلاند للقتال 10                       | 11 ديسمبر 2022 | 1      | 0:08  | بوكيت، تايلاند                    |                                                                                 |
| فاز     | 10–0  | ميخائيل راجوزين     | قرار الحكام (بالإجماع)             | آر سي سي 13                                   | 3 ديسمبر 2022  | 3      | 5:00  | يكاترينبورغ، روسيا                |                                                                                 |
| فاز     | 9–0   | سيرجي مارتينوف      | ضربة قاضية (بالركبتين)             | آر سي سي إنترو 22                             | 13 أغسطس 2022  | 3      | 2:34  | يكاترينبورغ، روسيا                | العودة للوزن المتوسط.                                                           |
| فاز     | 8–0   | رودريجو كارلوس      | ضربة فنية قاضية (باللكمات)         | أرينا غلوبل 17                                | 26 فبراير 2022 | 1      | 4:33  | ريو دي جانيرو، البرازيل           | الظهور الأول في وزن خفيف الثقيل. فاز بلقب بطولة إيه جي لوزن خفيف الثقيل الشاغر. |
| فاز     | 7–0   | جويل دوس سانتوس     | ضربة فنية قاضية (ركلة هوك)         | إيه إم سي ليالي القتال 106                    | 27 نوفمبر 2021 | 2      | 0:13  | سيكتيفكار، روسيا                  |                                                                                 |
| فاز     | 6–0   | ميخائيل اللاخفيديان | ضربة قاضية (بالمرفق)               | إيه إم سي ليالي القتال 105                    | 16 أكتوبر 2021 | 1      | 4:41  | سوتشي، روسيا                      |                                                                                 |
| فاز     | 5–0   | يعقوب كاديف         | ضربة فنية قاضية (بالركبتين)        | إيه إم سي ليالي القتال 103                    | 15 يوليو 2021  | 1      | 2:35  | سوتشي، روسيا                      | أول ظهور في الوزن المتوسط.                                                      |
| فاز     | 4–0   | وولان موهامايتيهالي | ضربة قاضية (بالركبة للجسم)         | تشين وو مين: موسم 2017-2018، المرحلة السادسة  | 11 مارس 2018   | 1      | 0:56  | غوانجو، الصين                     |                                                                                 |
| فاز     | 3–0   | يشان يرسن           | ضربة فنية قاضية (باللكمات)         | بطولة الملك القتالية                          | 19 فبراير 2018 | 1      | غ/م   | تنغتشونغ، الصين                   |                                                                                 |
| فاز     | 2–0   | جيايداير ايلي       | ضربة فنية قاضية (ركلة الساق)       | تشين وو مين: موسم 2017-2018، المرحلة الرابعة  | 21 يناير 2018  | 2      | 2:22  | خفي، الصين                        |                                                                                 |
| فاز     | 1–0   | ينكغ باو            | ضربة فنية قاضية (باللكمات)         | تشين وو مين: موسم 2017-2018، المرحلة الثانية  | 9 ديسمبر 2017  | 1      | 0:43  | ووهان، الصين                      | أول ظهور في وزن الوسط.                                                          |

## وصلات خارجية
- شرف الدين محمدوف على موقع يو إف سي (الإنجليزية)
- شرف الدين محمدوف على موقع شيردوغ (الإنجليزية)
- شرف الدين محمدوف على موقع Tapology.com (الإنجليزية)